# ديفيد الثاني
ديفيد الثاني (بالجورجية: დავით II، رومنة: Davit' II) معروف أيضًا باسم إمام قلي خان (بالفارسية: امام قلی خان، بالجورجية: იმამყული-ხანი) (1678 - 2 نوفمبر (تشرين الثاني) 1722) هو ملك كاخيتي الجورجية، تولى حُكم البلاد من سنة 1709 إلى سنة 1722، والده هو الملك هرقل الأول.